# Stephan Steinbrück

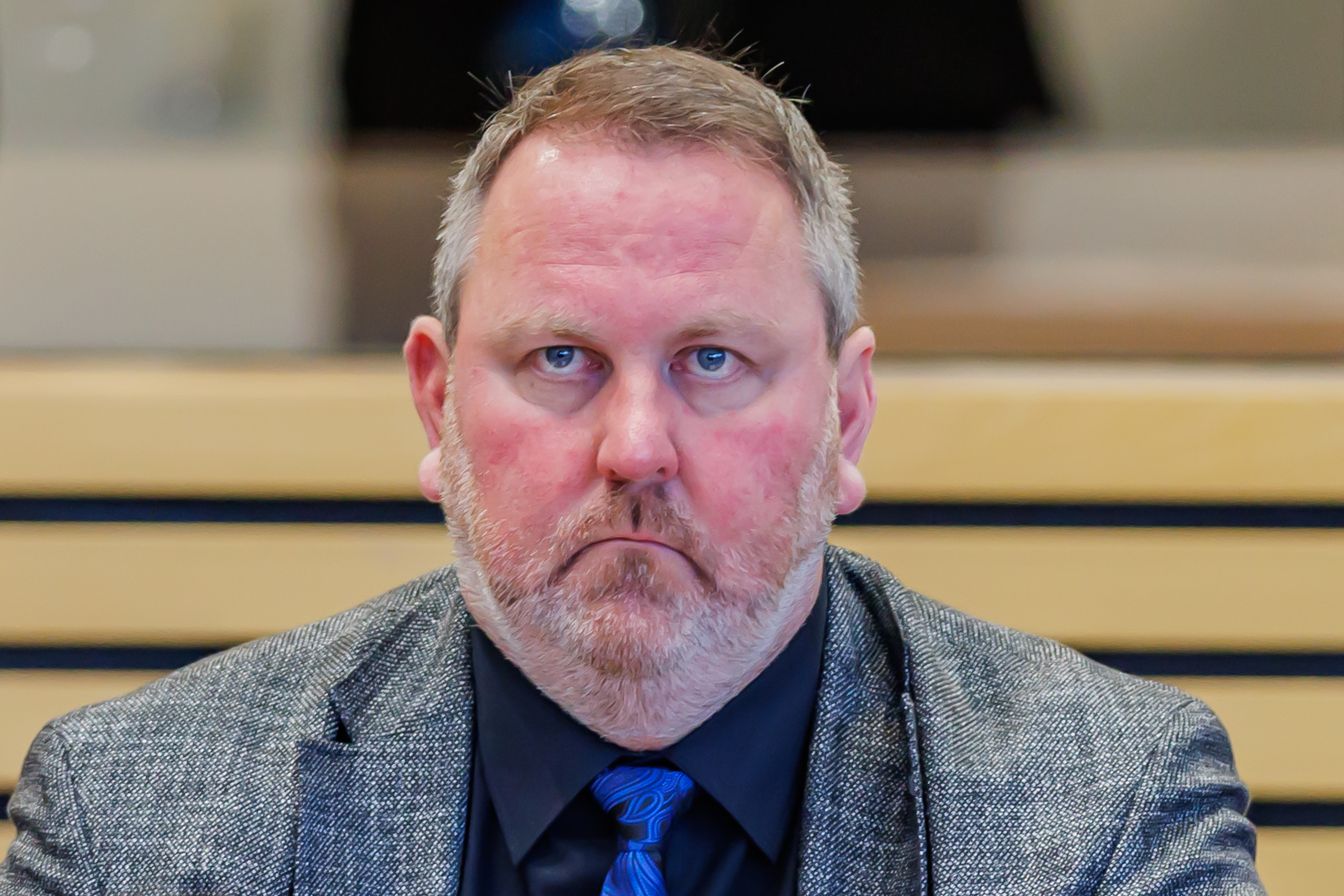
Stephan Steinbrück (2024)

Stephan Steinbrück (* 22. Mai 1975 in Gotha) ist ein deutscher Politiker (AfD). Er ist seit 2024 Mitglied des Thüringer Landtags.

## Leben
Steinbrück absolvierte ab 1991 eine Ausbildung zum Zentralheizungs- und Lüftungsbauer und war als solcher bis 1996 tätig. Von 1996 bis 1999 war er Soldat auf Zeit bei der Bundeswehr. Anschließend war er von 2000 bis 2001 Mitarbeiter eines Gastronomie-Zulieferbetriebs. Von 2001 bis zu seinem Einzug in den Landtag 2024 war er Produktionsmitarbeiter einer Brauerei.
Steinbrück ist verheiratet, Vater vierer Kinder und lebt im Gothaer Stadtteil Uelleben.

## Politik
Steinbrück ist Sprecher der AfD Gotha. Von 2019 bis 2024 war er Mitglied des Stadtrats von Gotha. Seit 2019 ist er Mitglied des Kreistags des Landkreises Gotha. Bei der Landtagswahl in Thüringen 2019 kandidierte er erfolglos im Wahlkreis Gotha II. Steinbrück kandidierte 2024 bei der Landratswahl im Landkreis Gotha, unterlag jedoch in der Stichwahl Amtsinhaber Onno Eckert (SPD).
Bei der Landtagswahl 2024 wurde Steinbrück über das Direktmandat im Wahlkreis Gotha II in den Landtag gewählt.